# Flughafen Naples

i7
i11
i13
Der Naples Airport (ehemals Naples Municipal Airport, IATA-Code: APF, ICAO-Code: KAPF)  ist ein Flughafen, der sich 4 km nordöstlich von Naples im Collier County im US-Bundesstaat Florida befindet. Er liegt auf einer Seehöhe von 4 m und hat zwei Asphaltlandepisten mit 2012 m und 1524 m Länge und eine Graspiste mit 564 m Länge. Der Flughafen hat keinen Kontrollturm und fertigt nur kleine Propellerflugzeuge und Helikopter ab.

## Geschichte
Erst im Zweiten Weltkrieg kam die Luftfahrt offiziell nach Naples. Die Stadt Naples und Collier County hatten das Land gekauft, um einen Flughafen zur Unterstützung der US-Streitkräfte zu bauen und an die US-Regierung zu verpachten. Eine im Nordosten der Stadt errichtete Luftwaffenbasis diente als Operationsbasis für die Ausbildung von Kanonieren, Bomberbesatzungen und Kampfpiloten. Der Bau des „Naples Airdrome“ wurde 1942 begonnen und war innerhalb weniger Monate betriebsbereit.
Nach Kriegsende 1945 wurde der Flugplatz Naples jedoch vom Militär nicht mehr benötigt. Bis 1947 wurde das Feld an die Stadt und den Landkreis zurückgegeben. Collier County und die Stadt Naples betrieben den Flughafen gemeinsam, bis das County 1958 seine Anteile an die Stadt verkaufte.
Seit den 1950er Jahren dient der Naples Municipal Airport als Heimat für die private Luftfahrt und luftfahrtbezogene Unternehmen. In dieser Zeit sah auch ein Lufttaxiunternehmen aus Massachusetts, Provincetown-Boston Airlines (PBA), eine Gelegenheit, die mehr als zweistündige Fahrt durch die Everglades nach Miami auf 30 Minuten zu verkürzen. Das Unternehmen übernahm schließlich die Verwaltung des Flughafens.
Im Jahre 1969 wurde die Naples Airport Authority geschaffen.
Der Flughafen hatte in den späten 1970er Jahren Verbindungen nach Orlando, Tampa, St. Pete-Clearwater, Miami und Key West unter PBA. Der Verkehr am Flughafen erreichte 1980 seinen Höhepunkt, als mehr als 195.000 Passagiere den Flughafen nutzten, ging aber Mitte der 1980er Jahre aufgrund der Eröffnung des viel größeren Southwest Florida International Airport im nahe gelegenen Fort Myers zurück. Der Flughafencode APF leitet sich von „alternate Page Field“ ab – was eine Anspielung auf Page Field in Fort Myers ist.
Der Flughafen erlebte Mitte der 1990er Jahre mit 173.000 Passagieren und sieben Fluggesellschaften im Jahr 1995 einen Verkehrsaufschwung. Die Passagierzahlen sanken, als American Eagle 2001 den Liniendienst nach Miami einstellte, und gingen nach den Anschlägen vom 11. September 2001 sogar noch weiter zurück. Im Jahr 2003 stellte US Airways Express ihren Dienst von Napels nach Tampa ein. Atlantic Southeast Airlines führte Delta-Connection-Flüge zwischen Naples und Atlanta, Georgia von 2004 bis 2007 durch.
Seit Ende 2008 wurde der als APF bezeichnete Flugplatz nicht mehr mit Verkehrsflugzeugen angeflogen.
Elite Airways nahm im Februar 2016 auch den Liniendienst, mit Flügen nach Portland (Maine), Newark, Vero Beach und Melbourne, (Florida) auf, endete jedoch im März 2017 aufgrund geringer Passagierzahlen. Im Dezember 2018 änderte die Flughafenbehörde den Namen der Einrichtung von Naples Municipal Airport in Naples Airport.

## Flugbetrieb
Im Jahre 2022 haben 113.137 Flugbewegungen stattgefunden, davon 18.785 lokale Bewegungen, 71.351 Zwischenlandungen, 22.784 Air-Taxi-Flüge und 217 militärische Flüge. 225 einmotorige und 37 zweimotorige Turboprop-Flugzeuge, 90 Jetflugzeuge und 19 Helikopter waren 2022 hier stationiert.

## Zwischenfälle
- Am 20. Juni 2005 geriet die Cessna T182T (N53538) laut aufgezeichneten Radardaten in ein Gebiet mit schweren Gewittern. Die Überprüfung der Radardaten ergab, dass das Flugzeug etwa 18 Meilen südlich von Marco Island, Florida, vom Radar verschwand. Bei der Suche wurden eine Passagierbesprechungskarte, eine Radbaugruppe, eine Sitzlehne und eine Sauerstoffflasche gefunden; das Hauptwrack wurde jedoch nicht lokalisiert.[10]